# Raidió Teilifís Éireann
Raidió Teilifís Éireann (výslovnost [ˈradʲo ˈtʲɛlʲəfʲiːʃ ˈeːrʲən], zkráceně RTÉ) je částečně státní společnost a celonárodní veřejnoprávní vysílatel v Irsku.
 Je producentem pořadů, které vysílá v televizi, rozhlase a na internetu. Rozhlas započal s vysíláním dne 1. ledna 1926, pravidelné televizní vysílání se datuje od 31. prosince 1961, čímž je jednou z nejstarších souvisle vysílajících veřejnoprávních společností na světě. Společnost rovněž vydává čtrnáctidenní časopis RTÉ Guide, který je orientován na její rozhlas a televizi.
Společnost je financována z televizních koncesionářských poplatků a prostřednictvím reklamy. Některé služby jsou financovány pouze z reklamy, zatímco jiné služby jsou financovány pouze z koncesionářských poplatků. Raidió Teilifís Éireann je statutárním orgánem, který řídí rada ustanovená vládou Irska. Celkové vedení organizace je v rukou výkonné rady v čele s generálním ředitelem. Je regulována Irským úřadem pro vysílání.
Radio Éireann byla jednou z 23 zakládajících vysílatelů a společností Evropské vysílací unie v roce 1950.